# Ernesto Antonio Contreras
Ernesto Antonio Contreras  (Medrano, 19 de junio de 1937 - Mendoza, 25 de octubre de 2020) fue un ciclista argentino considerado uno de los mejores de la historia tras haber ganado 8 veces el Campeonato Argentino de Persecución Individual de forma consecutiva. Su seudónimo “El Cóndor de América” fue impuesto en los recordados Cruces de Los Andes, por sus increíbles hazañas en la geografía de las montañas.

## Biografía

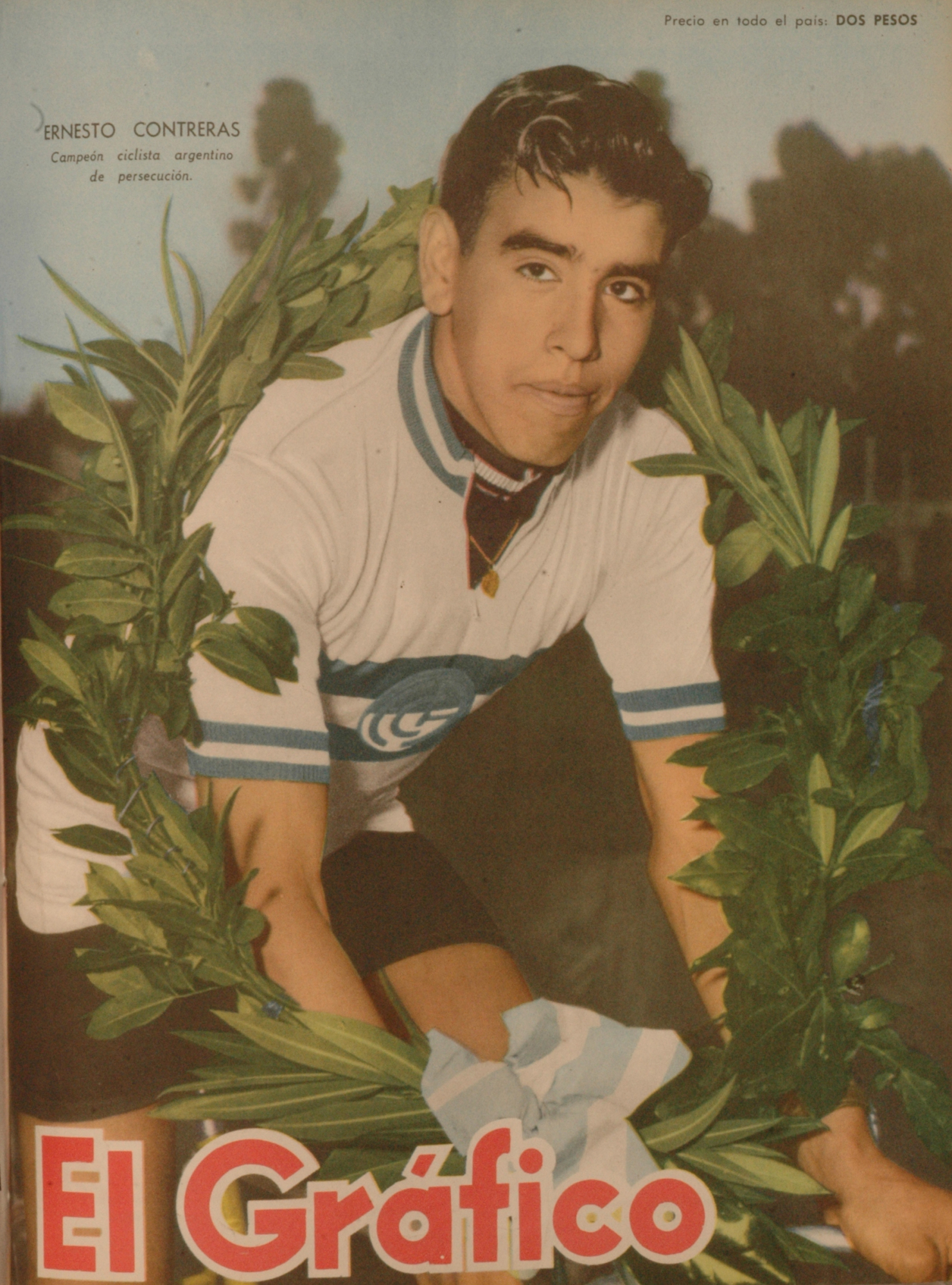
Ernesto Contreras en 1956.

Ernesto Contreras nació el 19 de junio de 1937 en Medrano, Junín, Mendoza,  a los 19 años empezó su carrera deportiva con una bicicleta prestada. Su debut fue con un triunfo el 22 de abril de 1956 en el departamento de San Martín, para luego clasificarse tercero en el Premio Cerro de La Gloria.
El domingo 13 de junio se proclama campeón mendocino al superar a Arturo Tejedor uno de los más grandes ciclistas de esos años. A los pocos meses, el 14 de octubre resulta campeón argentino de persecución en pista con récord argentino en la ciudad bonaerense de Trenque Lauquen.
Aquel primer título de 1956 se suma a los 12 que logró en su brillante trayectoria deportiva - los 8 títulos seguidos de persecución individual sobre 4.000 metros entre 1956 y 1963; los 3 títulos de resistencia, distancia de 120 km. contra reloj: 1959 en Santa Rosa, La Pampa, subcampeón René Simionatto a tan solo 3 segundos; 1970 nuevamente en Santa Rosa, La Pampa, subcampeón Gerardo Cavallieri y 1971 en San Rafael, Mendoza, subcampeón Carlos Miguel Álvarez a 46 segundos y 1 título en kilómetro con partida detenida, recorrido de 1.000 metros en 1961.
En el primer Cruce en 1967 fue 2º; ganó en 1968 la 2ª edición; fue 3º en 1971 y 2º en el 4º Cruce; ganó la 5ª edición en 1973, y fue 7º en el 6º Cruce. No corrió el último.
Se retira de la práctica del Ciclismo a los 41 años.

### Últimos días del Cóndor de América
El ciclista fue internado el jueves 22 de octubre de 2020 en un Hospital Privado de Mendoza. Al momento de su internación por 3 infartos silencioso como consecuencia de un problema de vesícula, descubrieron luego de un hisopado de rigor que no tenía covid19. Lo cual dejó esperanzas en la familia.
Sin embargo, el viernes 23 de octubre de 2020 el emblemático deportista de 83 años, entró en un estado “delicado de salud y reservado”, según dijo su hijo a los medios cuyanos.
Los ojos del Cóndor se cerraron volando hacia una vida mejor el domingo 25 de octubre de 2020 después de estar varios días en estado asistido en terapia intensiva, falleciendo a causa del coronavirus.

## Vida privada
Ernesto es casado con Marta Martínez con la cual tuvieron tres hijos: Ernesto Walter, Omar Alejandro y María Laura.

## Mundiales

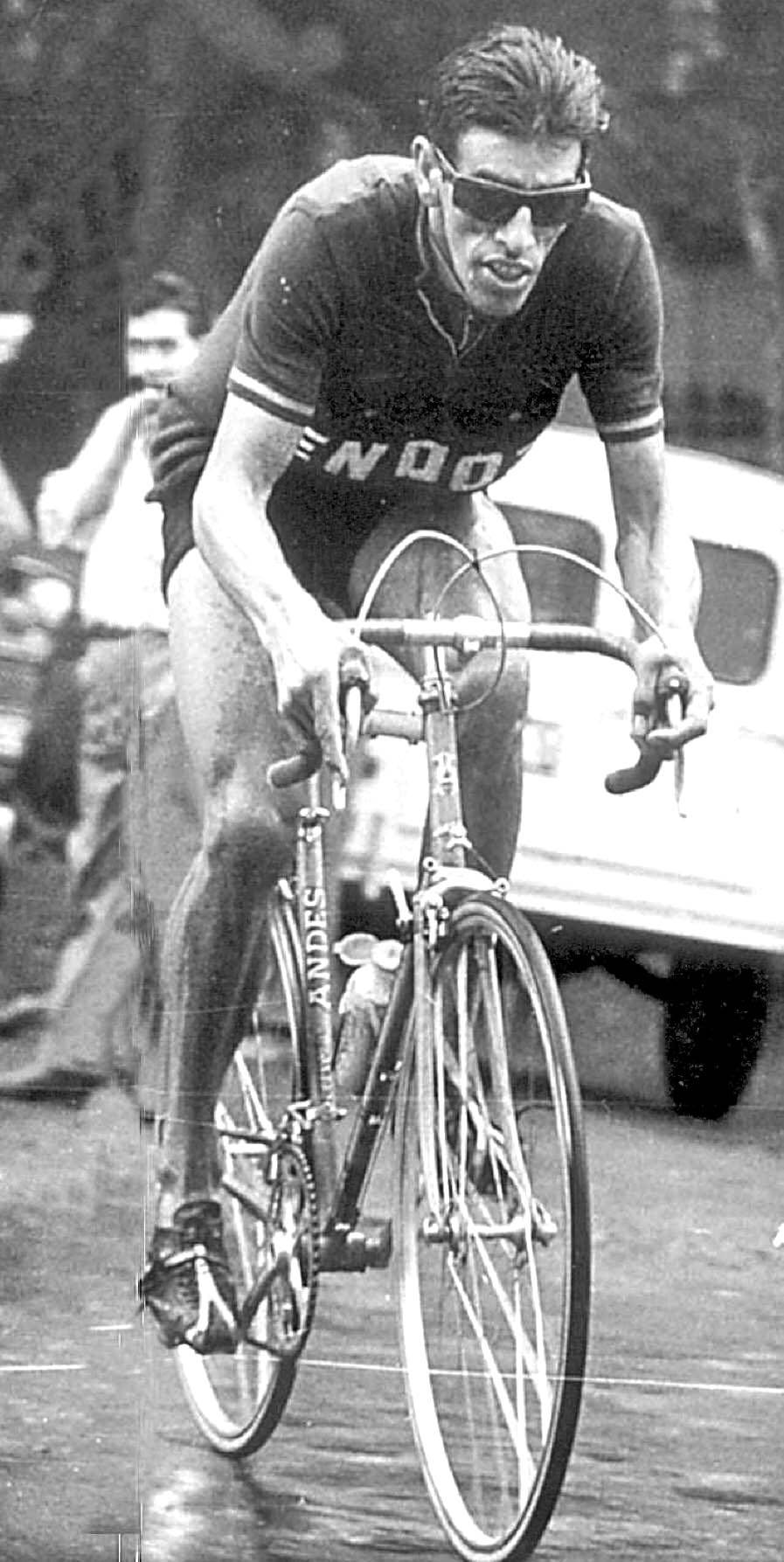
Cóndor de América

En 1959 en Ámsterdam, Holanda, terminó octavo.
En 1961 Zúrich, Suiza, fue cuarto, la mejor posición en tierras europeas
En 1963 en la ciudad de Milán , Italia, en el velódromo Vigorelli, durante el campeonato mundial de persecución individual, Contreras con un tiempo de 4 min 55 s en los 4000 m, su mejor marca en todo su historial deportivo, obtiene el séptimo lugar.
Su cuarto mundial fue en Montevideo, Uruguay, en 1969, junto a Carlos Álvarez, Juan Alves y Juan Merlos, obtuvieron un honroso segundo puesto, detrás del cuarteto italiano.

## Experiencia olímpica
Roma, 1960, 5º en persecución por equipos, eliminado por Italia en cuartos de final, con Alberto Trillo, Héctor Acosta y Juan Brotto: 
Tokio, 1964, 8º en persecución por equipos, derrotas frente a Italia y Australia, con Alberto Trillo, Juan Alberto Merlos y Carlos Miguel Álvarez   
México, 1968, noveno en persecución por equipos, eliminado por Italia en octavos de final, con Juan Alberto Merlos, Carlos Miguel Álvarez y Juan Alves. Después Contreras junto a Merlos, Álvarez y Roberto Breppe tomaron parte en la prueba de los 100 km contrarreloj en ruta donde terminaron séptimos. 

## Palmarés
8 Veces Campeón argentino consecutivo de pista en la modalidad de persecución individual 1956 – 1963. 
1 Campeonato argentino de kilómetro con partida detenida en pista 1961
3 Veces Campeón argentino de Ruta: 1959 – 1970 – 1971
Campeón Americano de pista en la modalidad de persecución individual en Brasil 1958.
Subcampeón Americano de pista en la modalidad de persecución individual en Montevideo 1957.
Campeón Río Platense en la modalidad de persecución individual 1957 - 1959 – 1961
Vencedor de 2 veces el Cruce de Los Andes 1968 – 1973 

## Reconocimientos
- Cruz al Mérito en Mendoza.
- Olimpia de Plata en Buenos Aires.
- 3 tapas de la revista El Gráfico.
- Distinción en el Senado de la Nación a la ‘Trayectoria deportiva y ejemplo de Vida’ año 2008.
- Vecino honorable del departamento de Godoy Cruz.
- El 5 de octubre de 2017 obtiene la Mención de Honor a su trayectoria otorgado por la Legislatura Provincial de Mendoza.

### Eponimia
El velódromo de la provincia de Mendoza lleva su nombre “Ernesto Contreras el Cóndor de América”.
En Godoy Cruz, departamento donde vive, se inauguró una ciclovía con el nombre de "Ernesto Contreras".